# Callogorgia pennacea
Callogorgia pennacea is een zachte koraalsoort uit de familie Primnoidae. De koraalsoort komt uit het geslacht Callogorgia. Callogorgia pennacea werd in 1906 voor het eerst wetenschappelijk beschreven door Versluys. 